# スウィンフォード
スウィンフォード（Swynford、1907年 - 1928年）は、イギリスの競走馬・種牡馬。競走馬としては1910年にセントレジャーステークスを制し、のち種牡馬としても成功した。馬名の由来は兄チョーサーが母の名にちなんでいたのに対し、こちらは牝馬三冠の
ラフレッシュ産駒で2000ギニー・ダービー2着の父ジョンオゴーントがジョン・オブ・ゴーントにちなんでいたことより、その后スウィンフォードと名付けられた。
調教師ジョージ・ラムトンはこの馬に大きな期待をかけ、デビュー戦を着外に敗れると、翌年には未勝利の身ながらエプソムダービーに挑ませている。共に不利のある敗戦ではあったが、ここでも11着に敗れてしまった。秋になると調子を上げ、ハードウィックステークス、リヴァプールサマーカップと連勝し、目標としていたセントレジャーステークスにも勝った。その後もハードウィックステークス、エクリプスステークス、プリンセスオブウェールズステークスに勝ったが、ジョッキークラブステークスを目指して調整中、前脚の球節が粉々に砕ける怪我に見舞われた。ラムトンは後に「人生最悪の日だった」と語っている。通常なら安楽死の処置が執られるほどの怪我ではあったが、スウィンフォードが暴れなかったことと、名獣医師リヴォックの手腕により奇跡的に一命を取り留め種牡馬入りした。ウッドランド牧場で供用されると最初から成功を収め、7頭のクラシックウイナーを初めとした優秀な産駒を送り出し、1923年イギリスリーディングサイアーを獲得している。また、産駒の1頭ブランドフォードは種牡馬として成功し、スウィンフォードの父系を伸ばしていった。

## 日本
前述の通り産駒の1頭であるブランドフォードが大成功（フランスリーディングサイアー3回など）し、やがてその子孫が日本にも入ってきた。一時期スウィンフォード系とは別にブランドフォード系と呼ばれた事もあり、今尚細々とではあるが日本でもその牡系を繋いでいる。しかしブランドフォードを経由しない産駒の系統は次々と途絶えていった。スウィンフォードからセントジャーマンズを経て5代の後に、マラケート産駒であるリードホーユーが日本で活躍、1983年の有馬記念を制すものの（同年引退）種牡馬としては成功出来ず、またダイヤモンドステークス（G3）を勝ち、同じマラケート産駒中最多の賞金を獲得したノースシャトルも結局セン馬となってしまった。更には特に目立った実績こそなかったものの、やはりマラケート産駒でリードホーユーに次ぐ賞金を獲得したジンジャー、同じく重賞勝ちはなかったが中央競馬でノースシャトルに迫る賞金を獲得し、マラケート最終世代（1986年生まれ）の産駒となったコクサイロイヤルの2頭は平成まで走ったが種牡馬入りは出来なかった。この結果ブランドフォード以外のスウィンフォードの牡系は僅かに南アメリカに残るのみになった。他方スウィンフォード系の繁殖牝馬は1986年頃にはまだヨーロッパにも数頭おり、その後細々とではあるが今日までしっかりと牝系を繋いでいる。

## 競走成績
- 1909年（1戦0勝）
- 1910年（6戦4勝）
  - セントレジャーステークス、リヴァプールサマーカップ、リヴァプールセントレジャー、ハードウィックステークス
- 1911年（5戦4勝）
  - ハードウィックステークス、エクリプスステークス、プリンセスオブウェールズステークス

## 主な産駒
- キースー / Keysoe（1919年セントレジャーステークス）
- サンソヴァーノ / Sansovino（1924年ダービーステークス、プリンスオブウェールズステークス）
- セントジャーマンズ / St. Germans（1925年コロネーションカップ）
- ソーシースー / Saucy Sue（1925年1000ギニー、オークス）
- トランケル / Tranquil（1923年1000ギニー、セントレジャーステークス）
- フェリー / Ferry（1918年1000ギニー）
- ブランドフォード / Blandford（1934年・1935年・1938年英愛リーディングサイアー、1935年仏リーディングサイアー）
- ベティーナ / Bettina（1921年1000ギニー）

## 血統表
| スウィンフォードの血統          | スウィンフォードの血統         | スウィンフォードの血統         | （血統表の出典）               | （血統表の出典） |
| 父系                            | アイソノミー系（エクリプス系） | アイソノミー系（エクリプス系） | アイソノミー系（エクリプス系） | [ § 2 ]          |
| 父 John o'Gaunt 1901 鹿毛       | 父の父Isinglass 1890 黒鹿毛    | Isonomy                        | Sterling                       | Sterling         |
| 父 John o'Gaunt 1901 鹿毛       | 父の父Isinglass 1890 黒鹿毛    | Isonomy                        | Isola Bella                    |                  |
| 父 John o'Gaunt 1901 鹿毛       | 父の父Isinglass 1890 黒鹿毛    | Dead Lock                      | Wenlock                        | Wenlock          |
| 父 John o'Gaunt 1901 鹿毛       | 父の父Isinglass 1890 黒鹿毛    | Dead Lock                      | Malpractice                    |                  |
| 父 John o'Gaunt 1901 鹿毛       | 父の母La Fleche 1889 黒鹿毛    | St.Simon                       | Galopin                        | Galopin          |
| 父 John o'Gaunt 1901 鹿毛       | 父の母La Fleche 1889 黒鹿毛    | St.Simon                       | St.Angela                      |                  |
| 父 John o'Gaunt 1901 鹿毛       | 父の母La Fleche 1889 黒鹿毛    | Quiver                         | Toxophilite                    | Toxophilite      |
| 父 John o'Gaunt 1901 鹿毛       | 父の母La Fleche 1889 黒鹿毛    | Quiver                         | Young Melbourne Mare           |                  |
| 母 Canterbury Pilgrim 1893 栗毛 | 母の父Tristan 1878 栗毛        | Hermit                         | Newminster                     | Newminster       |
| 母 Canterbury Pilgrim 1893 栗毛 | 母の父Tristan 1878 栗毛        | Hermit                         | Seclusion                      |                  |
| 母 Canterbury Pilgrim 1893 栗毛 | 母の父Tristan 1878 栗毛        | Thrift                         | Stockwell                      | Stockwell        |
| 母 Canterbury Pilgrim 1893 栗毛 | 母の父Tristan 1878 栗毛        | Thrift                         | Braxey                         |                  |
| 母 Canterbury Pilgrim 1893 栗毛 | 母の母Pilgrimage 1875 栗毛     | The Palmer                     | Beadsman                       | Beadsman         |
| 母 Canterbury Pilgrim 1893 栗毛 | 母の母Pilgrimage 1875 栗毛     | The Palmer                     | Madame Eglentine               |                  |
| 母 Canterbury Pilgrim 1893 栗毛 | 母の母Pilgrimage 1875 栗毛     | Lady Audley                    | Macaroni                       | Macaroni         |
| 母 Canterbury Pilgrim 1893 栗毛 | 母の母Pilgrimage 1875 栗毛     | Lady Audley                    | Secret                         |                  |
| 母系(F-No.)                     | (FN:1-g)                       | (FN:1-g)                       | (FN:1-g)                       | [ § 3 ]          |
| 5代内の近親交配                 | Stockwell4×5=9.38%             | Stockwell4×5=9.38%             | Stockwell4×5=9.38%             | [ § 4 ]          |
| 出典                            | 1. 2. 3. 4.                    | 1. 2. 3. 4.                    | 1. 2. 3. 4.                    | 1. 2. 3. 4.      |

- 本馬の全弟にウォーアドミラルの2代母の父ハリーオブヘレフォードがいる。